# Lijst van weg- en veldkruisen in Venlo
Dit is een onvolledige lijst van weg- en veldkruisen in de gemeente Venlo. Onder kruisen wordt verstaan: alle weg-, veld- en hagelkruisen ed. De kruisen op kerkhoven of op gevels en daken van gebouwen zijn buiten beschouwing gelaten.
Bij enkele kruisen staat het huisnummer aangegeven van de woning die erbij ligt.
| Adres                                | Plaats       | Plaatsingsjaar | Soort kruis      | Extra informatie                                  | Foto |
| ------------------------------------ | ------------ | -------------- | ---------------- | ------------------------------------------------- | --- |
| Klein Vink oost                      | Arcen        |                |                  |                                                   | |
| Klein Vink-Rijksweg                  | Arcen        |                |                  |                                                   | |
| Kruisweg-Maasstraat                  | Arcen        |                |                  |                                                   | Veldkruis aan de Kruisweg-Maasstraat in Arcen                                                                      |
| Aan het Kruis-Tegelseweg             | Belfeld      |                |                  |                                                   | |
| Bosheideweg                          | Belfeld      |                |                  |                                                   | |
| Bovenste Schorfweg                   | Belfeld      |                |                  |                                                   | |
| Elsthoutweg-Hoverheideweg            | Belfeld      |                |                  |                                                   | |
| Molenbeekweg                         | Belfeld      |                |                  |                                                   | |
| Prins Frederikstraat                 | Belfeld      |                |                  |                                                   | |
| Sportlaan                            | Belfeld      |                |                  |                                                   | |
| Baarlosestraat-Molenbossen           | Blerick      |                |                  |                                                   | Veldkruis aan de Molenbossen in Blerick                                                                            |
| Frederik Hendrikstraat (bij nr. 221) | Blerick      |                |                  |                                                   | Veldkruis aan de Frederik Hendrikstraat in Blerick                                                                 |
| Geliskensdijk-Kockerseweg            | Boekend      |                |                  |                                                   | |
| Grote achter Kockerseweg             | Boekend      |                |                  |                                                   | Veldkruis aan de Grote Achter Kockerseweg in Boekend                                                               |
| Luuschhofweg (bij nr. 15)            | Boekend      |                |                  |                                                   | |
| Baarlosestraat-Zalzerskampweg        | Hout-Blerick |                |                  |                                                   | |
| D'ohnenweg-Tangweg                   | Hout-Blerick |                |                  |                                                   | |
| Groetweg-Luuschweg                   | Hout-Blerick |                |                  |                                                   | Veldkruis aan de Groetweg-Luuschweg in Hout-Blerick                                                                |
| Hoverhofweg                          | Hout-Blerick |                |                  |                                                   | Veldkruis aan de Hoverhofweg in Hout-Blerick                                                                       |
| Luuschweg-Paalweg                    | Hout-Blerick |                |                  |                                                   | |
| Moutzdijkweg (bij nr. 50)            | Hout-Blerick |                |                  |                                                   | |
| Romeinenweg                          | Hout-Blerick |                |                  |                                                   | |
| Zalzerskampweg (bij nr. 67)          | Hout-Blerick |                |                  |                                                   | |
| Hanikerweg                           | Lomm         |                |                  | Oorlogsmonument                                   | |
| Rijksstraatweg-Voort                 | Lomm         |                |                  |                                                   | Veldkruis Rijksstraatweg-Voort (Velden)                                                                            |
| Kruisstraat-Roermondseweg            | Steyl        |                |                  |                                                   | |
| Waterloostraat                       | Steyl        |                |                  |                                                   | |
| Kaldenkerkerweg-Ulingsheide          | Tegelen      |                |                  |                                                   | |
| Oude Marktstraat                     | Tegelen      |                |                  |                                                   | |
| Pastoor Lemmenstraat-Vrijenhoek      | Tegelen      |                |                  |                                                   | |
| Bong-Molendijk-Schandelo             | Velden       |                |                  |                                                   | |
| Ebberstraat                          | Velden       |                |                  |                                                   | Veldkruis aan de Ebberweg in Velden. Op de achtergrond is de Hoogwaterkapel te zien, als onderdeel van een schuur. |
| Lingsendijk-Straelseweg              | Velden       |                |                  |                                                   | |
| Rijksweg (bij nr. 4)                 | Velden       |                |                  |                                                   | |
| Schandelo (bij nr. 41)               | Velden       |                |                  |                                                   | Veldkruis aan de Schandelo bij nr. 41, in Velden.                                                                  |
| Vorstweg (bij nr. 40)                | Velden       | 1962           | Herdenkingskruis | Geplaatst als herinnering aan de oorlog 1940-1945 | |
| Beckersweg                           | Venlo        |                |                  | Bij Huize Bethanië                                | |
| Genooierkapelweg-Urbanusweg          | Venlo        |                |                  |                                                   | |
| Hakkestraat-Nijmeegseweg             | Venlo        |                |                  |                                                   | |
| Maagdenbergweg (bij nr. 4)           | Venlo        |                |                  |                                                   | |
| Negennovemberweg                     | Venlo        |                |                  | Herdenkingskruis 1940-1945                        | |
| Onderste Molenweg (bij nr. 100)      | Venlo        |                |                  |                                                   | |
| Oude Turfstraat-Schoolweg            | Venlo        |                |                  |                                                   | |